# Cigonya (faraó)
Cigonya podria haver estat un governant egipci (faraó) del període predinàstic d'Egipte. La majoria dels estudiosos moderns, però, dubten que mai hagi existit.
Es té molt poca informació sobre el seu govern a causa de l'escassetat de proves arqueològiques i la manca de registres escrits. El seu nom real és desconegut, tot i que utilitzava el jeroglífic de la cigonya per designar-se a si mateix.
Sembla que va regnar en data incerta en algun punt entre la fi de Naqada IIc i començament de Naqada IIIa (3500–3220/3200 aC).
El seu nom va ser descobert en un grafit en els Colossos de Copte trobats en el temple del déu Min aCoptos. També va aparèixer en una ceràmica de la Tomba U-j d'Abidos de Escorpí I. En la seva reconstrucció, Günter Dreyer va estipular que va regnar després de Boi I i abans de Canídeo. Cigonya, està agrupat amb els altres governats de la dinastia 00. Altres estudiosos, com Francesco Raffaele, treballen amb la hipòtesi que Cigonya pot ser el nom d'un lloc o una altra cosa.